# Penisola di Tochareu
La penisola di Tochareu (in russo Тугурский полуостров) si trova sulla costa occidentale del mare di Ochotsk, in Russia. Appartiene al Tuguro-Čumikanskij rajon, nel Territorio di Chabarovsk (Circondario federale dell'Estremo Oriente). 

## Geografia
La penisola divide il golfo di Ul'ban (залив Ульбанский), a ovest, dalla baia di Nikolaj (залив Николая), a est. Il golfo di Ul'ban la separa dalla penisola di Tugur. Il punto più settentrionale della penisola è capo Tukurgu (мыс Тукургу). Il rilievo della penisola è prevalentemente montuoso. Il punto più alto è il monte Lesnaja (гора Лесная), 651 m. La costa occidentale è ripida, mentre la parte orientale è bassa e paludosa. Nella parte meridionale della penisola, vi era l'insediamento di Usalgin (Усалгин), attualmente disabitato.